# Télálló pozsgások

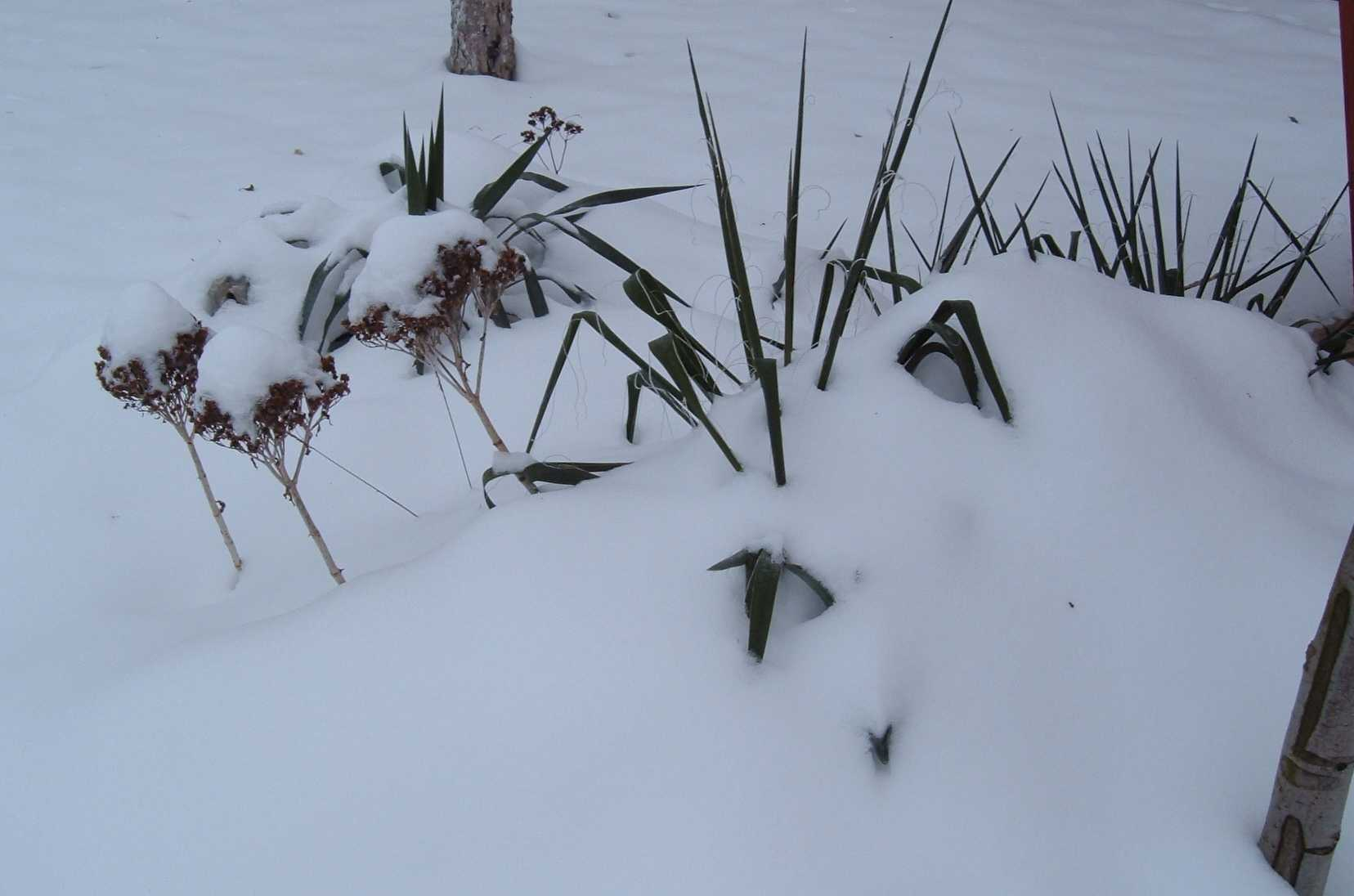
Yuccák és Sedumok elszáradt hajtásai januárban

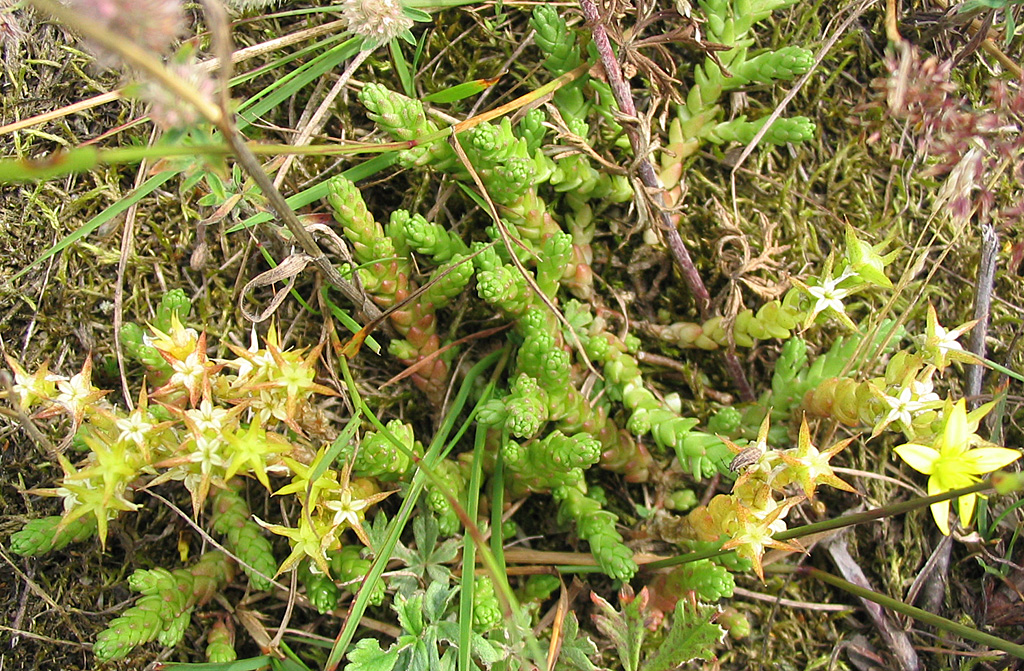
Sedum acre

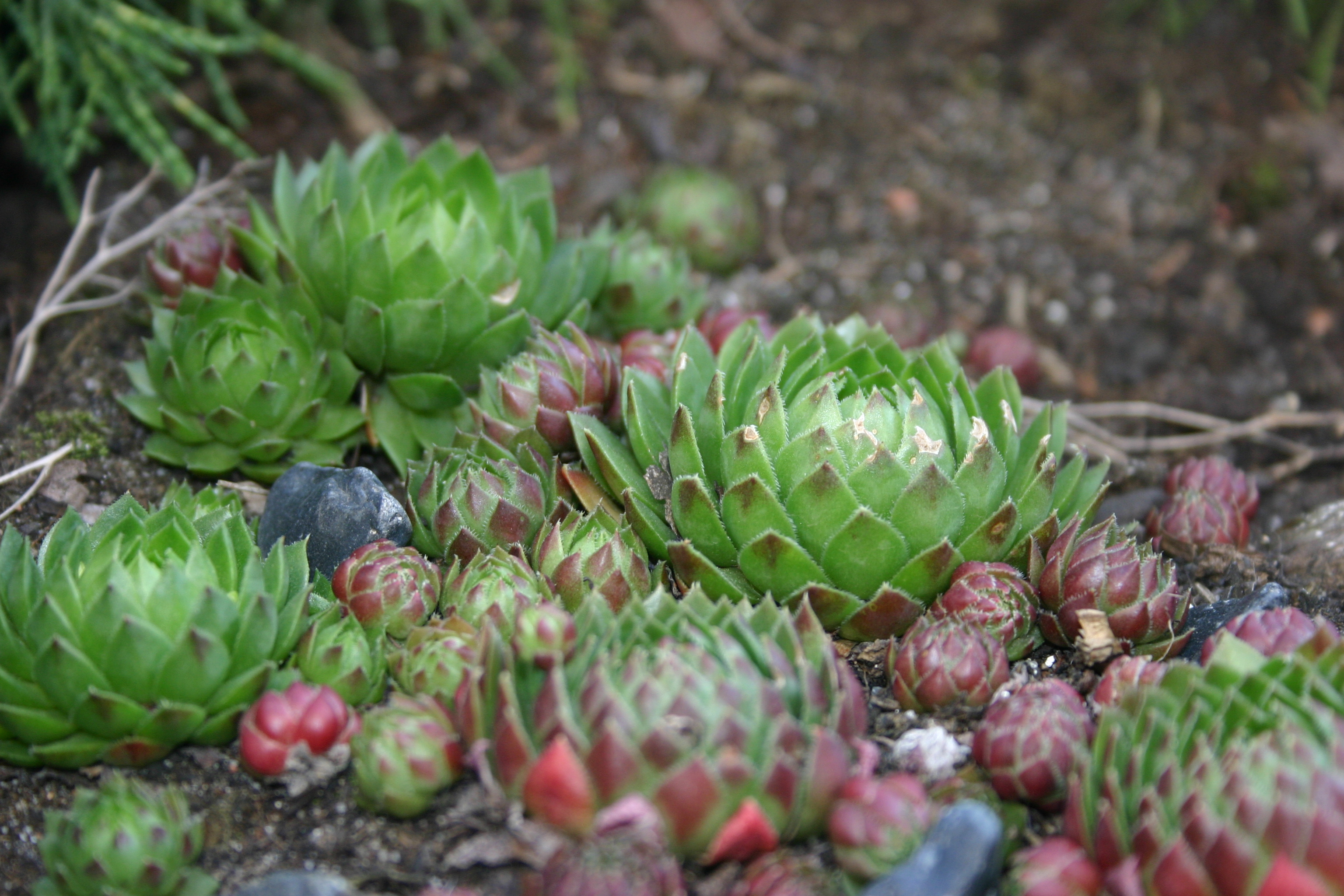
Sempervivum sp.

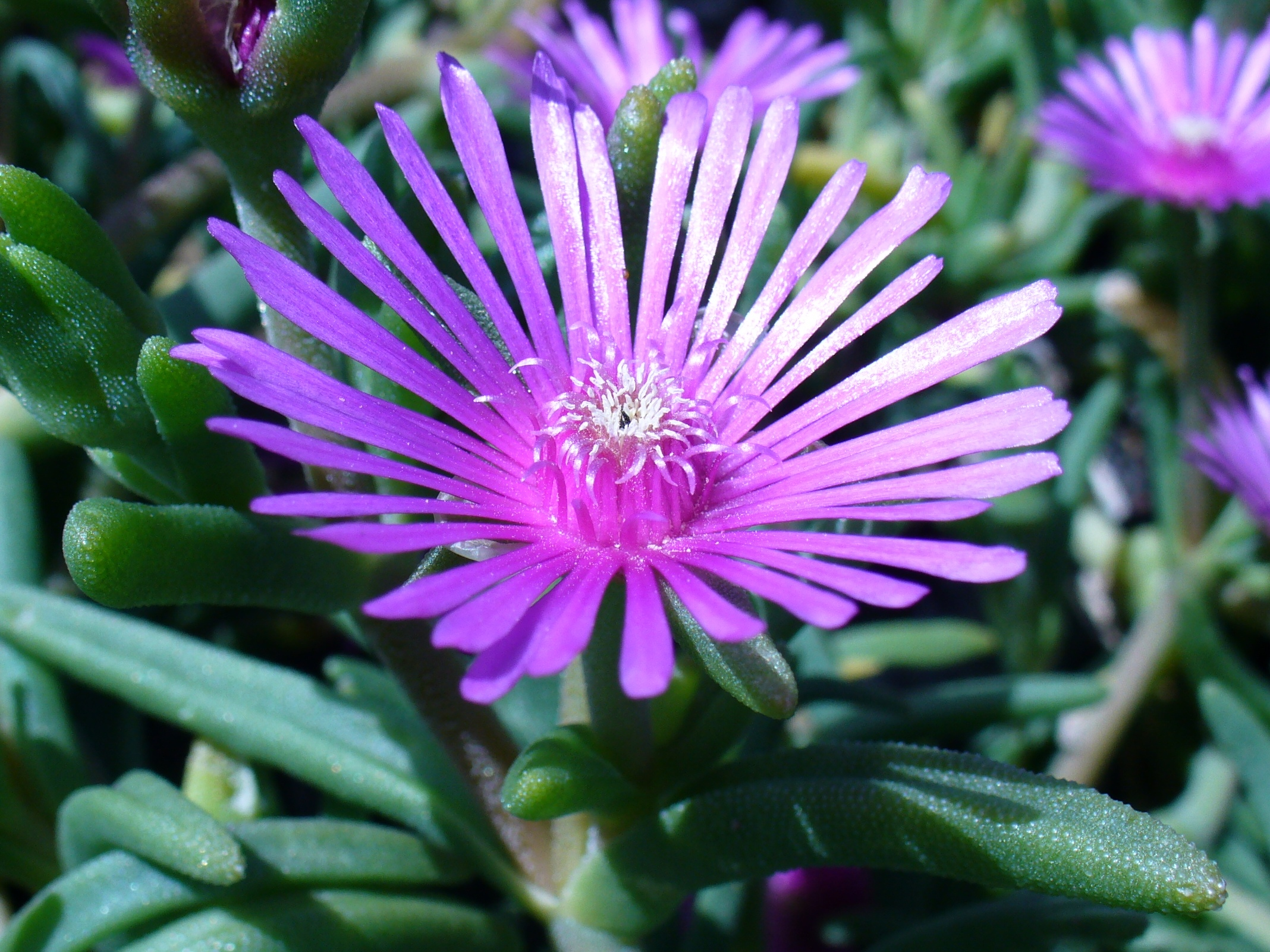
Delosperma lydenbergense

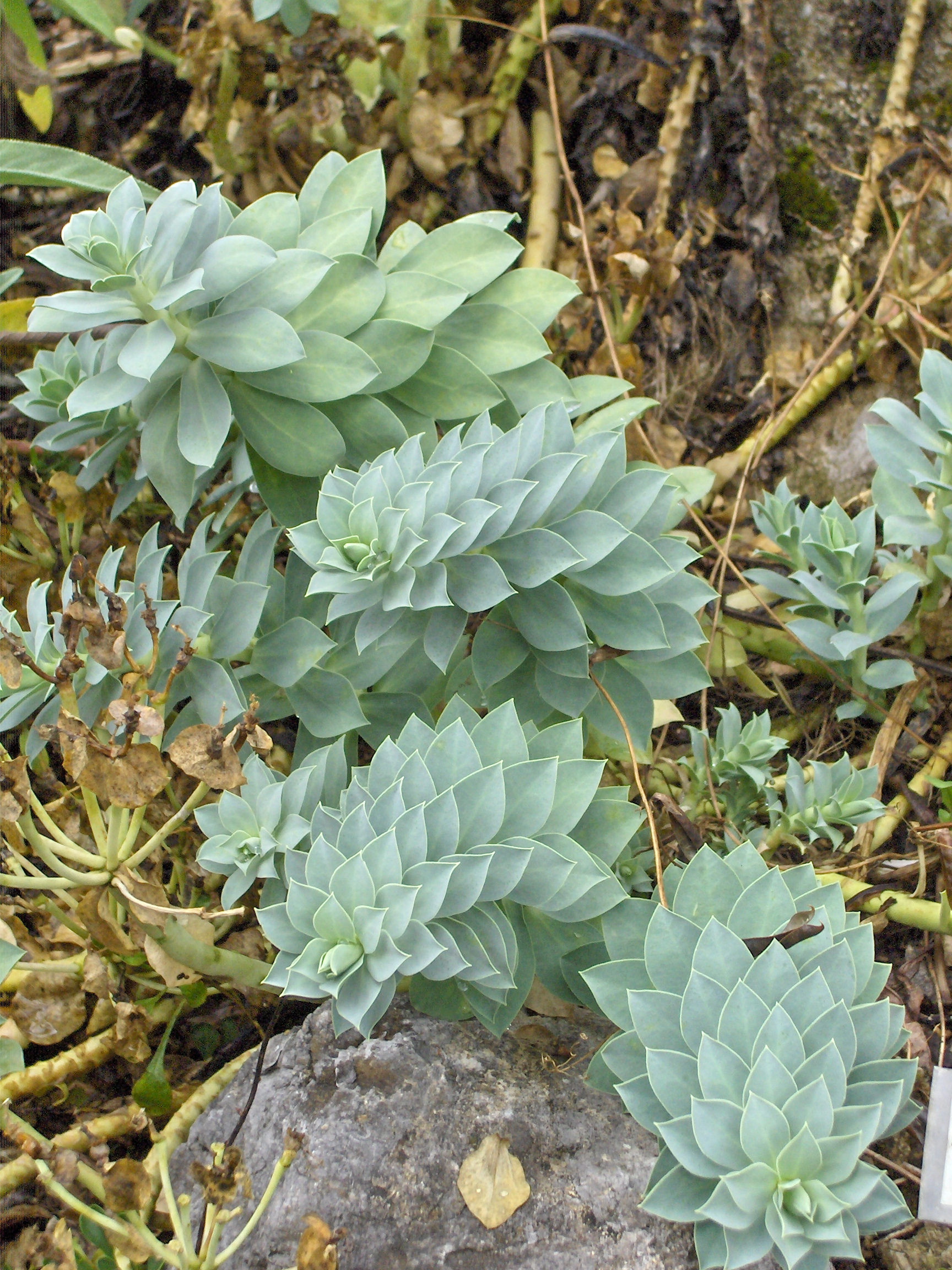
Euphorbia myrsinites

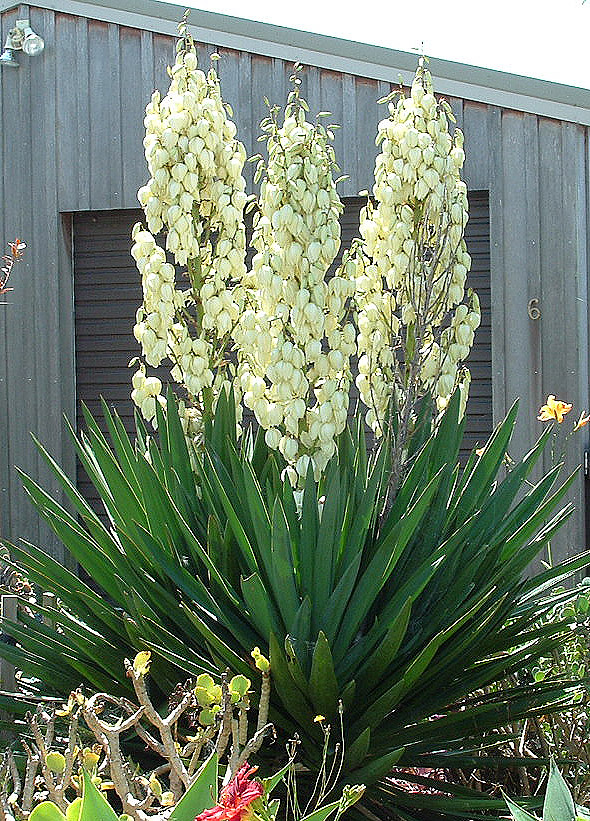
Yucca filamentosa

A télálló pozsgások (vagy télálló szukkulensek) olyan pozsgás növények, amelyek nagy biztonsággal képesek elviselni a hosszantartó fagyokat is, így kerti dísznövényként mérsékelt égövön is tarthatók.

## Varjúhájfélék(Crassulaceae)
A varjúhájfélék (Crassulaceae) családjába tartozó növények pozsgás évelő növény, amelyeknek számos faja megél a hazai éghajlaton is. Félt tucat fajuk őshonos a Kárpát-medencében. Hazánkban főként napos dolomit-sziklagyepeken találjuk őket. Ízük csípős (innen kapta nevét a széles körben elterjedt Sedum acre faj; acer=éles, csípős [lat.]), azonban megszárítva elvesztik ízüket. A legtöbb faj igen jól tűri a hosszantartó szárazságot és a magas napfénytartamú, kitett helyeken is megtalálja az életfeltételeit. A varjúhájak számára a több hónapos szárazság és a rendszertelen vízellátást sem jelent problémát. A növény virágzó hajtását hasznosítják gyógyászati célokra. A növény az alkaloidoknak (piperidin alkaloid a szedakrin, a szedamin és a szedinin) köszönheti csípősségét, de tartalmaz még cseranyagokat, nyálkát, flavonoidokat is. A szájban irritációs tüneteket vált ki, nagy mennyiségben hányást és hasmenést provokál. A tél közeledtével víztartalmuk jelentős részét elveszítik, felálló hajtásaik elhevernek, a levelek fonnyadttá válnak, színük megváltozik. Egyes fajok a leveleik nagy részét levetik és rügyeket fejlesztenek, amelyek azonban megállnak a sarjadás fázisában.

### Kövirózsa(Sempervivum)
Rendszertanilag a varjúhájfélék családjába tartoznak. Vastagok, húsos, színes levelekkel rendelkeznek, amiket tőrózsából fejlesztenek. Száraz, vékony talajon, napos, meleg helyen fejlődnek legjobban. Évelők, 2-3 évig élnek. Június-július hónapokban hozzák rózsaszín, sárga virágaikat. Álernyő virágzatuk kifejlesztése után a virágzó egyedek elpusztulnak, de sarjlevélrózsákkal vegetatív úton tovább élnek és szaporodnak (azaz ún. monocarpicus növények, mint számos aloé-faj is). Ivaros úton, magvak által is terjednek. Jól érzik magukat kövek között, sziklahasadékokban, vagy akár 2–4 cm-es talajon is a kisebb fajok. Egyes fajok mindössze 2–3 cm magasak (virágzási időszakon kívül), néhány faj a 20 cm-es magasságot is elérheti. tagjára általánosan jellemző, hogy tőrózsát (rozetta) alkotó, húsos leveleik vannak.

## Kristályvirág(Delosperma)
Délkelet- és Kelet-Afrika lakói, közel 100 fajuk ismert. A mi éghajlatunkon télálló fajok Afrika legdélibb részén élnek. Bár télállóságuk foka nem éri el bennszülött pozsgásainkét, mégis figyelemreméltó, hogy ezek a növények az afrikai kontinensen egyáltalán fagytűrők lehetnek. Ebben szerepe van a Dél-Afrikában Kelet-Nyugati irányban végighúzódó óidei táblás hegységeknek (pl. Drakenberg-hegység). A jégkorszakok idején az Antarktisz jege a mainál sokkal északabbra terjedt, ma is jelentősen hűtik áramlatai a déli és nyugati partokat. A kristályvirág-félék az elmúlt néhány százezer évben nyerték el azon tulajdonságaikat, amivel ellen tudnak állni a télnek, holott ma már jóval enyhébb az éghajlat élőhelyükön. Télen a takarást meghálálják.

## Kutyatej(Euphorbia)
A kutyatej (Euphorbia) nemzetségbe nagy számú faj tartozik, amelynek csak egy része szukkulens. Számos fajuk a szukkulens testfelépítésben odáig ment, hogy összekeverhető a kaktuszokkal, ezek az afrikai fajok azonban nem télállóak (sajnos). Néhány fajuk azonban elviseli teleinket. A növények nevüket ragadós tejnedvükről kapták, ami mérgező az ember számára. Virágaik kicsinykék, a sziromleveleknek tetsző képződmények valójában módosult levelek. A szabadban áttelelő fajok télen sok levelüktől megválnak. Jellemző bíbor, pirosas téli elszíneződésük.
Magyarországon 45 fajuk terem. Ezek többsége enyhén szukkulens jelleget mutat. Tejelő fűnek is hívja a népnyelv. Leveleik állása váltakozó, átellenes, ritkán örves. A trópusi fajoké hiányozhat is. Virágzata égtetőző, 2, 3. vagy többsugarú álernyő. Az ernyő és sugarai elágazása alatt a szár leveleitől eltérő gallér- és gallérka levelek vannak, mint az igazi ernyősek virágzatán. Nyáron a növények levele kékes, ami az erős napsugárzástól védi őket. Hasznos sziklakertbe való ültetésük, mivel a csigák nem szeretik ezeket a mérgező növényeket.

## Pálmaliliom(Yucca)
A Magyarországon is életképes fajok nem tartoznak a szűkebb értelemben vett pozsgások közé, inkább szárazságkedvelők (xerofilok). Tárgyalásukat itt az indokolja, hogy eredeti élőhelyükön együtt fordulnak elő a télálló kaktuszokkal. Származási helyük Közép- és Észak-Amerika. Néhány fajuk eredményesen tartható szabadban, a legellenállóbb a Yucca filamentosa. Gyakori parkokban, kertekben, körforgalmakban sövénynek, dekorációnak telepítve a foszlóslevelű pálmaliliom (Yucca filamentosa). Mintegy 0,5 méteres leveleik tőrózsából fejlődnek vagy magas szárat fejlesztenek. Az idősebb egyedek két-három méter magas száron hozzák liliomszerű virágaikat, más fajok virágzás után elpusztulnak. Típustól függően levelük lehet vékony (szinte tűszerű) vagy szélesebb. A szélesebb levelű fajok nedvesebb termőhelyekről származnak. Minden fajta földtípuson megél, azonban sok napsütésre van szükségük, a Kiskunságban néhány helyen kivadult a sírkertekből homokos talajon. Télen leveleik széle kissé összepöndörödik, az legidősebb levelek elhalnak, valamint a meglévők petyhüdtté válnak.
Nem kimondottan kedvelik a szárazságot, de nagyon jól elviselik. Télen, a télálló kaktuszokhoz hasonlóan veszítenek víztartalmukból, leveleik fonnyadttá, petyhüdtté válnak és összetöpörödnek. A levélrózsa összecsukódik és ráborul a központi rügyre. Egyes fajok apró bolyhokat, ezüstös szőröket viselnek, amelyek a víztaszító tulajdonságuknál fogva védik a növény központi részét.